# Флореско море
Флореско море је једно од мора Тихог океана и има површину од 240.000 km². Налази се између Макасарског пролаза на северозападу преко кога је повезано са Сулавеси морем, острва Сулавеси на северу, Бандског мора на истоку, Малих Сундских острва на југу и Јаванског мора на западу.
Име носи по острву Флорес.

## Географија
Море која се граниче са Флоресовим морем су Балијско море (на западу), Јаванско море (на северозападу) и Бандско море (на истоку и североистоку).
Индијски океан и Савуско море леже на југу, али су одвојени од Флоресовог мора разним острвима.
Острва која се граниче са овим морем су Мала Сундска острва и Целебес (Сулавеси).

### Опсег
Море је дубоко 5.140 metres (16.860 feet). Међународна хидрографска организација (IHO) дефинише море Флорес као једну од вода Источноиндијског архипелага. IHO дефинише његове границе на следећи начин:

На северу. Јужна обала Целебеса [Сулавеси] од западне тачке залива Лајканг (5° 37′ S 119° 30′ E / 5.617° Ј; 119.500° И) до Танџонг Ласе (120°28'E).
На истоку. Западна граница Бандског мора између Флореса и Целебеса [линија од северне тачке Флореса (8° 04′ S 122° 52′ E / 8.067° Ј; 122.867° И) до острва Калаотоа (7° 24′ S 121° 52′ E / 7.400° Ј; 121.867° И) и кроз ланац острва који леже између њега и јужне тачке Пуло Салајара, кроз ово острво и преко мореуза до Танџонг Ласе, Целебес (5° 37′ S 120° 28′ E / 5.617° Ј; 120.467° И).
На југу. Северне обале Флореса, Комода, Банта и линија до Танџонг Нарое, североисточне тачке Соембаве, одатле дуж њене северне обале до Танџонг Сарокаје (8° 22′ S 117° 10′ E / 8.367° Ј; 117.167° И).
На западу. Линија од Тг Сарокаја до острва Западни Патерностер (7° 26′ S 117° 08′ E / 7.433° Ј; 117.133° И) одатле до североисточног острва Постиљон (6° 33′ S 118° 49′ E / 6.550° Ј; 118.817° И) и до западне тачке залива Лајканг, Целебес.